# غيلبرتو مورا
غيلبرتو مورا (بالإسبانية: Gilberto Mora)‏ هو لاعب كرة قدم مكسيكي، ولد في 4 فبراير 1976 في مدينة مكسيكو في المكسيك. لعب مع نادي بويبلا ونادي تشياباس ونادي تولوكا.

## وصلات خارجية
- غيلبرتو مورا على موقع إي إس بي إن إف سي (الإنجليزية)
- غيلبرتو مورا على موقع قاعدة بيانات كرة القدم.إي يو (الإنجليزية)